# Arno (strip)
Arno is een Franse stripreeks die zich afspeelt in de Napoleontische tijd. De reeks gaat over de avonturen van de pianist Arno Firenze, die een vertrouweling is van Napoleon Bonaparte. Hij neemt onder meer deel aan de expeditie van Napoleon naar Egypte. In de strip komen zowel fictieve als historische personages voor. De serie werd bedacht en geschreven door Jacques Martin, de tekeningen gemaakt door André Juillard (tot en met het derde deel) en daarna door Jacques Denoël. In tegenstelling tot de andere historische reeksen van Jacques Martin kreeg Juillard de vrijheid deze strip te tekenen in zijn eigen stijl. De reeks werd uitgegeven door Glénat.
De strip verscheen eerst in het Franse striptijdschrift Circus in 1983 en vanaf 1985 ook in het tijdschrift met historische strips Vécu. Het eerste verhaal liep van augustus 1984 tot en met april 1985 in het Nederlandstalige stripblad Titanic onder de titel Schoppen rood (in de nummers 2 t/m 8). Een eerste albumuitgave in Frankrijk kwam er in 1984.

## Verhaal
In juli 1797 geeft de toekomstige keizer Napoleon Bonaparte een feest om de verovering van Venetië door de Fransen te vieren. De jonge pianist Arno verhindert er bij toeval een aanslag op het leven van Napoleon. Arno wordt zo een vriend en vertrouweling van Napoleon en volgt hem op zijn reizen, onder andere naar Egypte. Maar de Rode Schoppen, het geheim genootschap achter de moordaanslag, blijft hen achtervolgen.

## Albums
| Jaar | Titel                | Tekenaar       | Scenarist      | Uitgeverij | Originele titel (jaar) |
| ---- | -------------------- | -------------- | -------------- | ---------- | ---------------------- |
| 1986 | De rode schoppen     | André Juillard | Jacques Martin | Glénat     | Le Pique rouge (1983)  |
| 1986 | Het oog van Keops    | André Juillard | Jacques Martin | Glénat     | L'Œil de Kéops (1985)  |
| 1991 | De Nubische waterput | André Juillard | Jacques Martin | Glénat     | Le Puits nubien (1986) |
| 1994 | 18 Brumaire          | Jacques Denoël | Jacques Martin | Glénat     | 18 brumaire (1994)     |
| 1995 | De menseneetster     | Jacques Denoël | Jacques Martin | Glénat     | L’Ogresse (1995)       |
| 1997 | Chesapeake           | Jacques Denoël | Jacques Martin | Glénat     | Chesapeake (1997)      |